# Erwan Nicolas
Pas d'image ? Cliquez ici

a Compétitions nationales et continentales officielles uniquement.

Dernière mise à jour le 28 mars 2025.
Erwan Nicolas, né le 4 mai 1995, est un joueur français de rugby à XV évoluant au poste de demi de mêlée.

## Carrière
Erwan Nicolas est issu du centre de formation de l'Union Bordeaux Bègles où il a joué de 2014 à 2016 avant de rejoindre Rouen Normandie rugby en Fédérale 1 pour la saison 2016-2017. En 2017, il remporte le trophée Jean-Prat avec le club normand en ayant un rôle important lors de la victoire face à l'AS Mâcon.
A l'issue de la saison 2016-2017, il rejoint la Pro D2 et le club de Soyaux Angoulême XV Charente. À Angoulême il réalise deux bonnes saisons avant de retourner à Rouen en avril 2020. Très utilisé par le club Normand, il est repéré par le RC Vannes qu'il rejoint en 2022, pour un contrat de trois saisons. En avril 2024, peu utilisé en Bretagne, il décide de quitter le club avec effet immédiat,.
Après un bref passage dans le club australien de Warringah en Shute Shield, il signe en octobre 2024 avec le RC Narbonne. Il quitte le club en mai 2025.

## Palmarès
- Vainqueur du Trophée Jean Prat en Fédérale 1 en 2017 avec Rouen Normandie rugby.